# John Poulson
John Garlick Llewellyn Poulson (14 avril 1910 à Pontefract, Yorkshire, Angleterre - 31 janvier 1993 à Leeds, Yorkshire de l'Ouest, Angleterre) est un architecte et homme d'affaires britannique qui provoqua un important scandale politique lorsqu'il fut révélé en 1972 qu'il versait des pots-de-vin à des officiers du gouvernement du Royaume-Uni. Plusieurs démissions s'ensuivirent, dont la plus notable est celle du Home Secretary de l'époque, Reginald Maudling. Poulson purgea une peine d'emprisonnement, mais continua de clamer son innocence, affirmant être « un homme plus sali d'avoir peché que d'avoir peché ».
Son procès pour corruption fut l'un des plus longs de l'époque (52 jours), où défilèrent près de 100 témoins. Il fut condamné à 7 ans de prison.

### Citations originales
1. ↑  (en) « a man more sinned against than sinning »